# 田頭欣士
田頭 欣士（たがしら きんじ、1971年5月22日 - ）は社会人野球の元選手（内野手、右投右打）、監督。元三菱自動車倉敷オーシャンズ所属。

## 人物・来歴
岡山県出身。倉敷商在学中には甲子園に出場している。最高成績は1989年夏のベスト8。
進学した立命館大学では関西学生リーグで優勝し、大学選手権に出場している。
立命館大を卒業した1994年に三菱自動車水島（現・三菱自動車倉敷オーシャンズ）に入社。たちまち強打・好守の遊撃手としてレギュラーを獲得。1996年には三菱重工広島の補強選手として第67回都市対抗野球大会でチームの準優勝に貢献し、大会優秀選手（遊撃手）を獲得すると同時に、この年の社会人ベストナインを獲得。
その後も力強いバッティングでチームの看板選手として中国地区で活躍を続けていたが、2003年にチームはクラブ登録に移行し、2004年にはチーム名も「倉敷オーシャンズ」に変更。そして社会人12年目を迎えた2005年には選手兼任監督としてチームをまとめた。この年は監督でありながら三菱重工広島の補強選手として第76回都市対抗野球大会に出場している。
2005年限りで選手を引退し、2006年からは監督に専念。都市対抗野球大会の出場は逃したが、第33回社会人野球日本選手権大会の出場を決めるなど、実績を残した。2009年に監督を退任。
2021年現在は社業の一方、東京都大田区にあるボーイズリーグ「大田水門ボーイズ」のコーチを務めている。

## 日本代表キャリア
- 第13回アジア競技大会野球日本代表（1998年）
- 第12回IBAFインターコンチネンタルカップ日本代表（1995年）
- 第13回IBAFインターコンチネンタルカップ日本代表（1997年）

## 主な表彰・タイトル
- 第67回都市対抗野球大会優秀選手（遊撃手、1996年）
- 第70回都市対抗野球大会優秀選手（三塁手、1999年）
- 社会人ベストナイン　1回（遊撃手、1996年）
- 第52回JABA京都大会打撃賞（2000年）